# Štrit
Štrit je naselje u slovenskoj Općini Škocjanu. Štrit se nalazi u pokrajini Dolenjskoj i statističkoj regiji Jugoistočnoj Sloveniji. 

## Stanovništvo
Prema popisu stanovništva iz 2002. godine naselje je imalo 79 stanovnika.